# Salto Grande
Salto Grande é um município brasileiro localizado no interior do estado de São Paulo. Está a uma altitude de 436 metros e sua população, conforme Censo IBGE 2022 era de 9 050 habitantes.
A cidade ganhou seu nome devido às grandes quedas d´água que existiam no município A. Salto Grande é muitas vezes denominada "Cidade Praia" por conter uma praia artificial que atrai diversos turistas do Brasil, principalmente durante o "Carnapraia", realizado no Carnaval, e no réveillon quando uma grande balsa solta fogos de artifício enquanto ocorrem shows e competições ao vivo.
A cidade tem uma temperatura média anual de 22,7 °C e na vegetação do município predomina a Mata Atlântica, assim como de suas cidades limítrofes. Suas cidades limítrofes são as cidades de: Cambará, Ourinhos, Ibirarema e Ribeirão do Sul (sendo que as três últimas cidades já foram distrito do município). Em relação à frota automobilística, em 2014, foram contabilizados 3.276 veículos. Com uma taxa de urbanização da ordem de 90,3%, o município contava em 2010 com 3 estabelecimentos de saúde e 6 escolas municipais. Possui 7.437 habitantes residentes alfabetizados (cerca de 85% do total).

## Topônimo
O nome se deu devido às grandes quedas d´água que existiam no município, ficando submersas com o represamento dos rios para a construção da Usina Hidrelétrica. Primeiramente, o município foi chamado de Cachoeira dos Dourados, depois por Salto Grande do Paranapanema e a partir de 1922, Salto Grande.

## História

### Origens

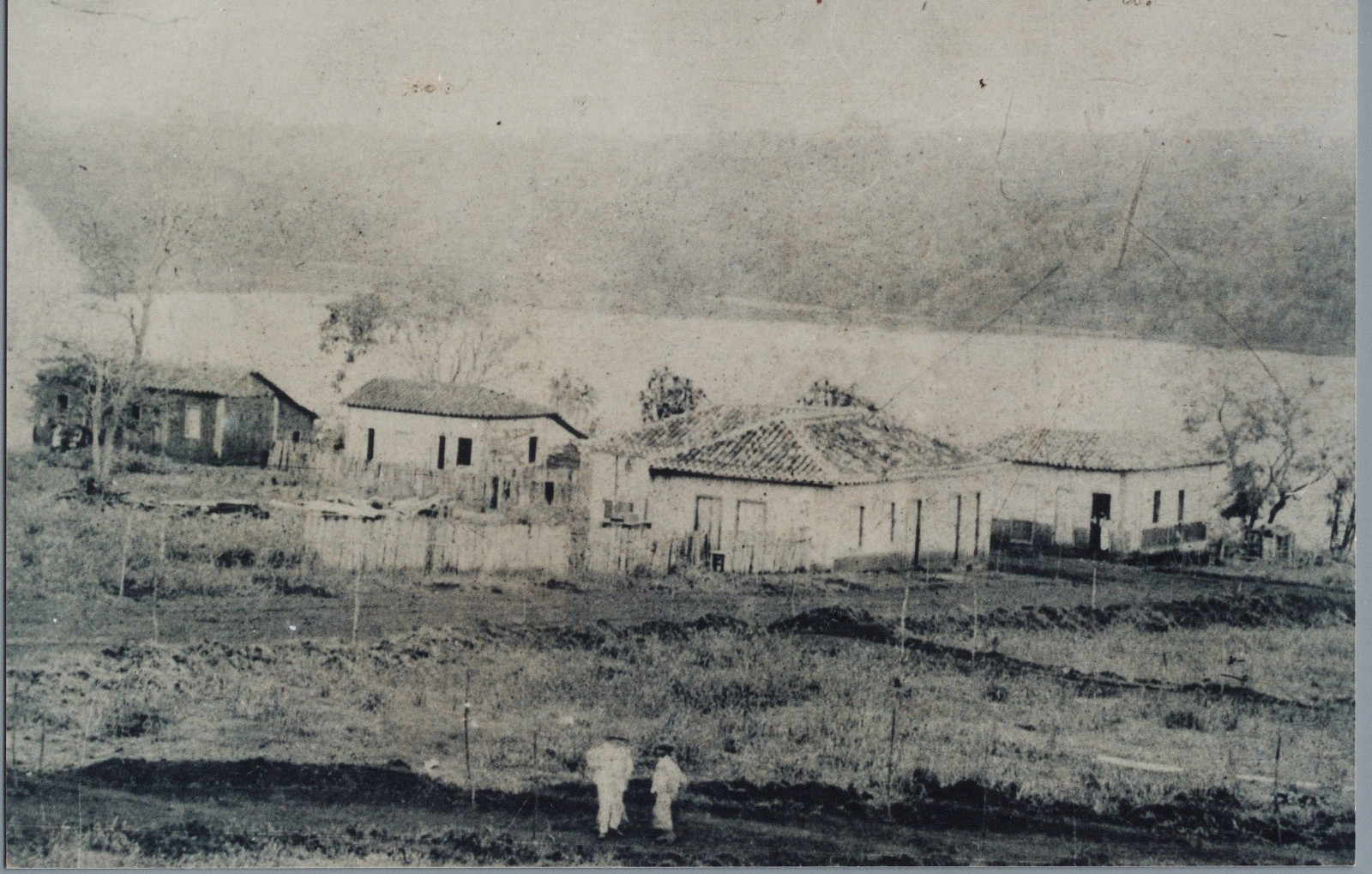
Foto da cidade tirada em 1887.

Os primeiros habitantes da região de Salto Grande foram os indígenas das etnias Caiuás, Guaranis e Xavantes, que habitavam as vertentes do Rio Paranapanema por volta de 1843. Viviam às margens do rio, onde o Estado de São Paulo se divide com o Estado do Paraná. As margens do rio eram revestidas de espessa mata, ainda virgem, com soberbas e frondosas perobas.
Existem evidências de que em 1864 houve uma tentativa de aldeamento em Salto Grande do Paranapanema (antigo nome da cidade), pois em 31 de agosto de 1860, foi transcrita no Cartório de Registro de Imóveis de Santa Cruz do Rio Pardo, sob o número 1193, uma escritura de doação na qual consta como doadora dona Antônia Maria Batista e seu filho, Joaquim Antônio Moreira, e com donatária Nossa Senhora do Patrocínio.
No entanto, em 1856, José Teodoro de Souza já apresentara para registro uma posse de terras que principiava em Salto Grande e terminava na embocadura do rio Tibagi. Foram então os desbravadores, como José Teodoro de Souza e o Coronel Pedro Silvio Pocay, que deram origem a um povoado na região. José Teodoro trouxe das terras de Minas Gerais seus familiares, parentes e amigos, e, reunindo homens fortes, desceu o rio Turvo e o rio Pardo, chegando a Salto Grande.
Por sua vez, o Coronel Pedro Silvio Pocay, imigrante italiano, que gostava de lidar com a terra, tratou logo de adquirir uma gleba de terras nas imediações do povoado. Como tinha um carisma especial no trato com as pessoas, conseguiu conquistar e dominar os habitantes do povoado, inclusive os remanescentes dos indígenas, que vinham da outra margem do rio Paranapanema, os quais os conquistava com pequenos presentes, com fósforos, toucinho, aguardente e outras bugigangas que eles aceitavam com alegria, e depois, quando ele tinha a confiança dos indígenas, o Coronel tomava suas terras e os deixava sem lar, obrigando eles a se mudar para conseguir sobreviver. Muitos entravam em depressão e passavam fome. Isso impunha temor por todos que o conheciam e também porque o Coronel Pocay tentava solucionar todos os problemas que lhe apresentavam. E na época, os indígenas e suas famílias eram vistos como "problemas".
Com a ordem de exploração do rio Paranapanema, em 1886, dada pelo Conselheiro João Alfredo Correia, presidente da Província de São Paulo, chega à região uma comissão designada para a exploração, e com ela vem o engenheiro Teodoro Sampaio. Quando chegaram a essa região, encontraram algumas famílias no lugarejo, que viviam da caça, da pesca e do cultivo de produtos para sua subsistência. Teodoro Sampaio, em relatório de sua viagem exploratória, acerca do povoado por ele encontrado nessas terras, relata o seguinte:
 Ergueu-se agora uma pequena povoação a margem paulista. Seus habitantes, todos muito pobres, possuem pequenas lavouras de cereais que apenas dão para o consumo local. Como lugar insipiente, não tinha nesta data nem comércio, nem mesmo comunicação postal com outros municípios vizinhos.
A região era repleta de grandes matas, animais ferozes e indígenas, sendo que estes últimos foram expulsos das terras onde viveram por séculos ou mortos, seguindo a lógica do genocídio indígena, em curso em diversos territórios indígenas. Os indígenas remanescentes eram forçados à catequese do frade Pacífico de Monte Falco, trazido da Itália pelo Barão de Antonina, possuidor de extensas sesmarias no norte do Paraná e sul de São Paulo. Assim começava a cidade de Salto Grande, sobre uma pequena coluna às margens dos rios Paranapanema e Novo, e, acima de tudo, com muito trabalho para ser colonizada e organizada.
Em 14 de abril de 1891, por força do Decreto Lei Estadual 155, foi criado o Distrito Paz de Salto Grande do Paranapanema, pertencendo ao município de Santa Cruz do Rio Pardo e tendo como governador do Estado, na época, o Dr. Américo Brasiliense de Almeida Melo. A influência do Coronel Pedro Silvio Pocay fez com que, em 19 de dezembro de 1906, Salto Grande fosse elevado à categoria de Vila. O município de Salto Grande do Paranapanema foi criado somente em 27 de dezembro de 1911, por meio da Lei Estadual 1294, sendo desmembrado do município de Santa Cruz do Rio Pardo. Constituído do Distrito Sede.

### Após a emancipação

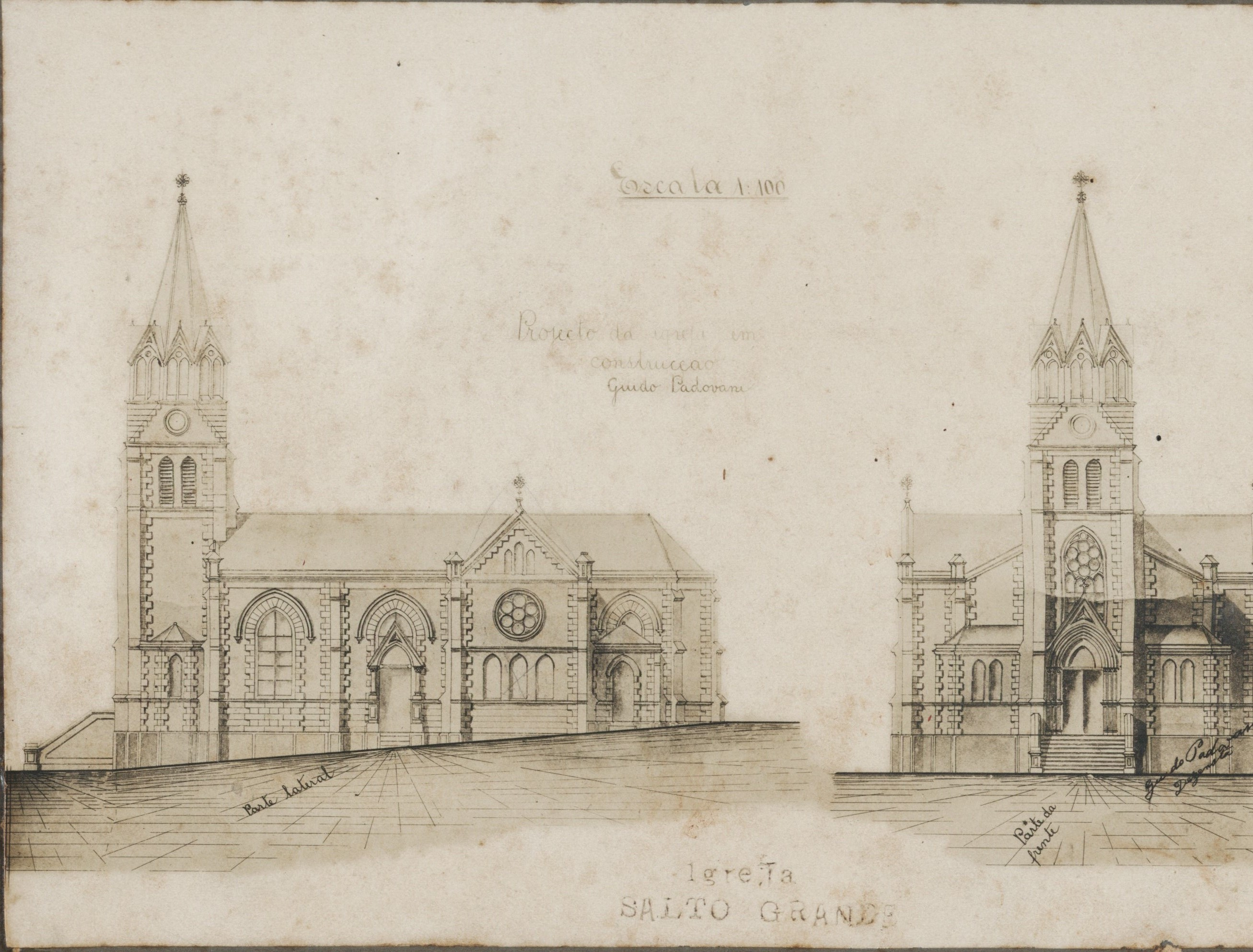
Projeto da Igreja Matriz, reailizado em 1910.

Em 12 de outubro de 1909, pelas mãos progressistas do engenheiro Dr. Alfredo Maia, foi inaugurada a Estação Ferroviária de Salto Grande, pertencendo à Estrada de Ferro Sorocabana – a parada servia de baldeação aos passageiros que possuíam como destino as cidades vizinhas, como a cidade de Jacarezinho, Paraná. Anos mais tarde, em 1956, um novo prédio da estação foi construído, permanecendo em atividade até o ano de 1990.
Como se sabe, a chegada do desenvolvimento no município foi um pouco tardia, chegando somente em meados da década de 1920, assim como na maioria do estado. A luz elétrica só foi instalada em Salto Grande em 1924, gerada por meio de uma caldeira a vapor que acionava um gerador, proporcionando assim a energia. Com isso, foi possível a instalação de um pequeno Cinema num barracão de madeira, sendo ele ainda mudo (o cinema falado só havia sido criado em 1927).
A energia também estimulou a implantação de uma grande serraria, pertencendo a José Giorgi, e proporcionando mais desenvolvimento e organização para cidade. O primeiro telefone chegou à cidade de Salto Grande na década de 1920, ligando-se a cidade de Santa Cruz do Rio Pardo e passando pela fazenda do Coronel Cândido. Após alguns anos, foi instalado um Centro Telefônico da cidade. A Igreja Matriz da cidade começou a ser construída em 5 de dezembro de 1910, sendo a paróquia criada em 6 de setembro de 1912.

#### Chegada da Usina Hidrelétrica
A Usina Hidrelétrica de Salto Grande, hoje com o nome de Usina Governador Lucas Nogueira Garcez, foi construída no barramento do Rio Paranapanema e de seus afluentes, rio Novo e o Ribeirão dos Bugres. A usina começou a ser construída em 1951 e foi finalizada em 1958. No ano de sua inauguração, 1959, ela contou com a presença do então presidente da época Juscelino Kubitschek.
Para que a usina fosse construída em Salto Grande, uma vasta área teve de ser sacrificada em nome do progresso. Lugares pitorescos da região, como cascatas, cachoeiras, a ponte do Canal do Inferno, o Castelo Branco, a ponte pênsil e várias outras belezas da cidade, foram cobertos pelas águas. Porém, a usina foi à chave, o grande passo, para o progresso do município e de toda a região, pois, além da oferta de energia acelerar o desenvolvimento industrial e a eletrificação de atividades rurais, foi a primeira usina hidrelétrica planejada e executada com recursos nacionais em São Paulo.
Salto Grande representou um marco significativo na história do desenvolvimento paulista e brasileiro, produzindo Know-how, além de energia elétrica. Com a chegada da usina, além de levar energia elétrica à população do campo e da cidade, hoje o turismo é um grande incentivo para o seu desenvolvimento, pois a Usina é um dos principais atrativos turísticos da cidade e fonte de recursos econômicos do município.

### Formação territorial-administrativa
Histórico da formação do município:

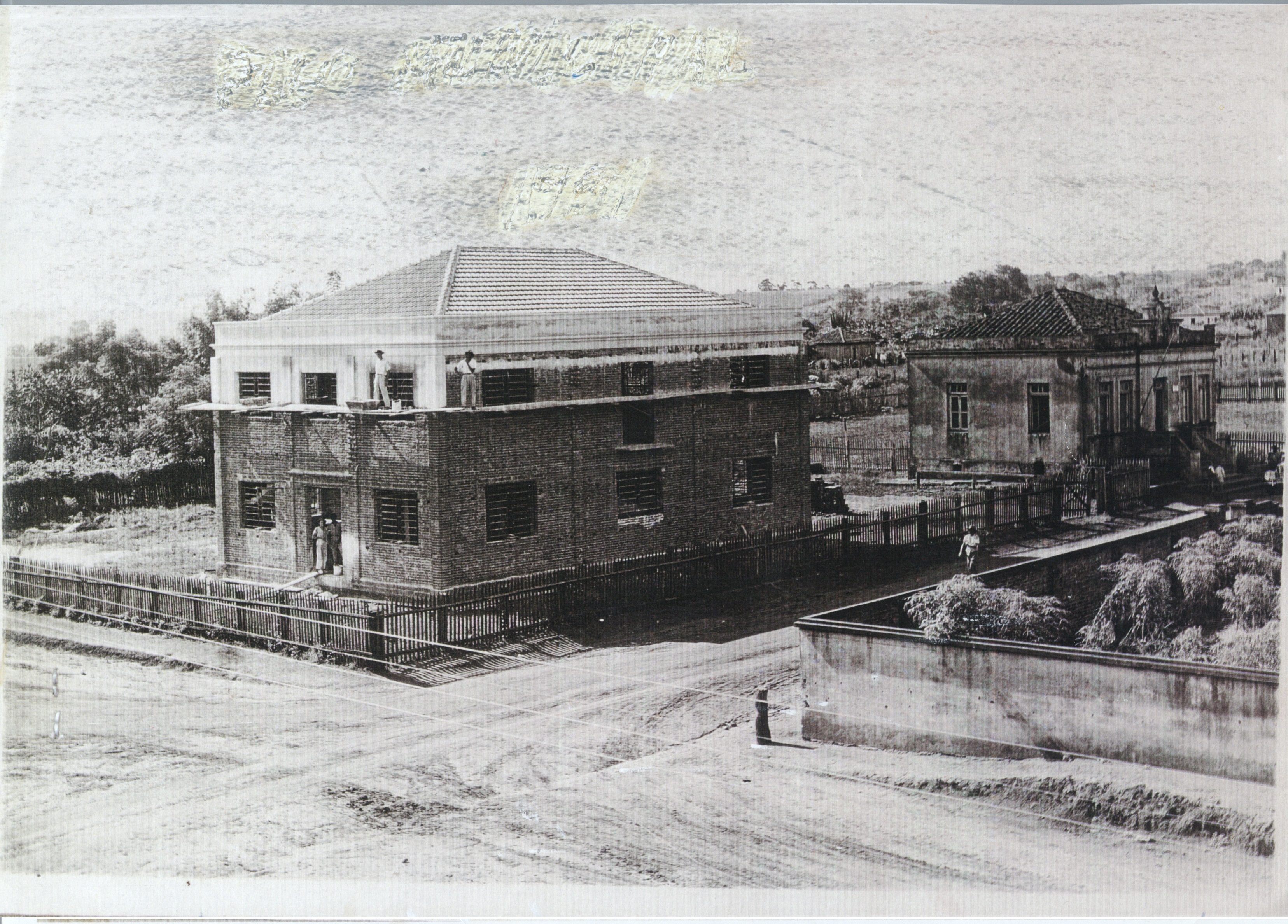
Construção da Prefeitura, em 1920.

- Foi elevado a distrito com a denominação de Salto do Paranapanema, pela Lei Estadual nº 155, de 14 de Abril de 1891, pertencendo ao município de Santa Cruz do Rio Pardo.
- Torna-se vila com a denominação de Salto do Paranapanema, pela lei estadual nº 1038, de 19 de Dezembro de 1906, desmembrado assim do município de Santa Cruz do Rio Pardo.
- É elevado à condição de cidade e sede do município, pela Lei Estadual nº 1294, de 27 de Dezembro de 1911. Constituído do Distrito Sede.
- Foi criado então o distrito com a denominação de Ourinhos, pela Lei Estadual nº 1484, de 13 de dezembro de 1915, pertencendo ao município de Salto Grande. Foi elevado à categoria de município com a atual denominação de Ourinhos, pela Lei 1618, de 13 de dezembro de 1918, desmembrado de Salto Grande.
- Com a lei estadual nº 1887, de 8 de Outubro de 1922, o município de Salto do Paranapanema passou a chamar-se Salto Grande.
- É criado o distrito de Pau d′Alho e anexado ao município de Salto Grande, pela lei estadual nº 1889, de 11 de Dezembro de 1922, sendo agora o município constituído de 2 distritos: Salto Grande e Pau d′Alho.
- Pela lei estadual nº 2627, de 14 de Janeiro de 1936, outro distrito é criado e anexado a cidade, sendo ele o distrito de Ribeirão dos Pintos.
- No dia 30 de Novembro de 1944, pelo decreto-lei estadual nº 14334, é desmembrado do município de Salto Grande o distrito de Pau d′Alho, elevado à categoria de município com a denominação de Ibirarema.
- Vinte anos depois, no ano de 1964, pela lei estadual nº 8092, o distrito de Ribeirão dos Pintos se desmembra do município de Salto Grande, elevado à categoria de município com a denominação de Ribeirão do Sul, sendo o município de Salto Grande constituído a partir de então somente pelo distrito sede.

## Geografia

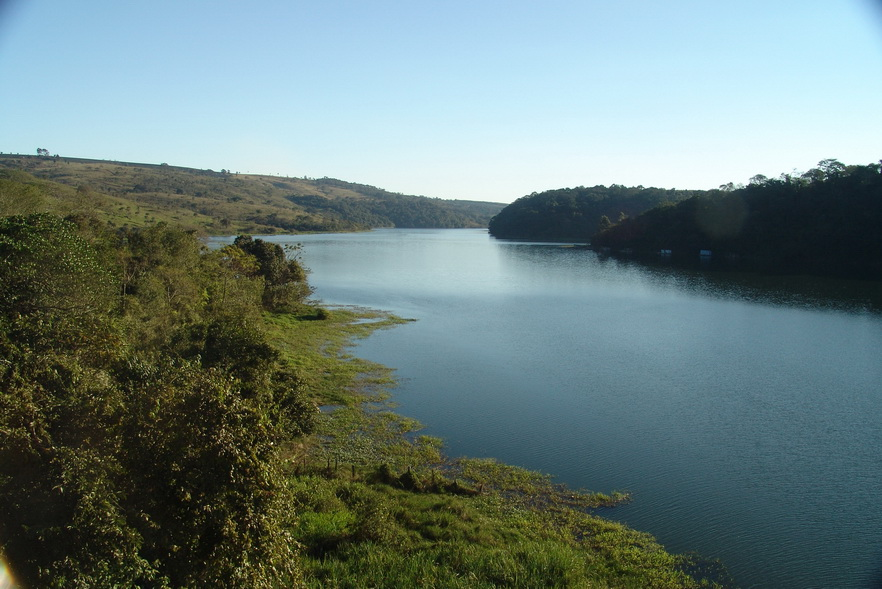
Rio Paranapanema, o principal rio do município

Salto Grande localiza-se a uma distancia de 377 km até a capital (São Paulo) e a 1.033 km do Distrito Federal, na Região Intermediária de Marília e à Região Imediata de Ourinhos, junto à Bacia Hidrográfica do Rio Paranapanema, á margem direita do Rio Paranapanema (seu principal rio) e tem como municípios limítrofes ao Norte, o município de Ribeirão do Sul; a Oeste, o município de Ibirarema; a Leste, o município de Ourinhos, e ao Sul, o município de Cambará, no Estado do Paraná.
Possui uma área de 211,100 km², representando 0,762 % do território paulista, 0,0205 % da área da Região Sudeste do Brasil e 0,0023 % de todo o território brasileiro. Salto Grande apresenta uma Topografia ondulada, com elevações de 50 a 100 metros] Possui  uma vasta área de terra roxa, sendo que cerca de apenas 25% da área pode ser classificada como latossolo, considerado de menor produtividade.
Fazem parte de sua hidrografia o rio Paranapanema (principal rio do município), o Rio Pardo, o Rio Novo (Grande fonte de abastecimento da cidade) e a Usina Hidrelétrica de Salto Grande (Lucas Nogueira Garcez), além de outros ribeirões e lagos presentes no município.

### Clima

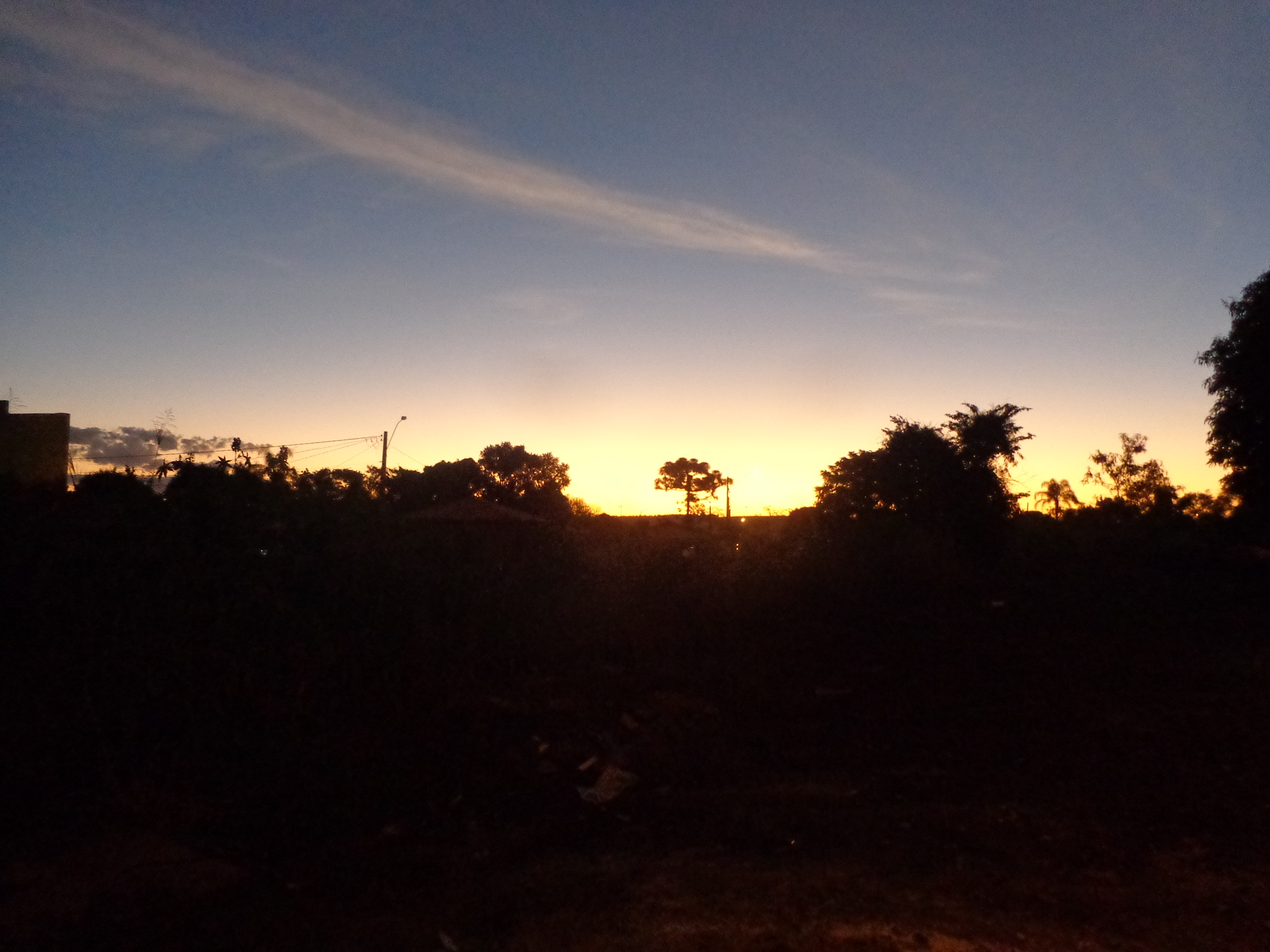
Salto Grande - Pôr do Sol.

Salto Grande possui um clima tropical chuvoso com inverno seco (tipo Aw na classificação climática de Köppen-Geiger), com uma temperatura média acima de 18 °C no mês mais frio e precipitação inferior a quarenta milímetros no mês mais seco. Possui uma temperatura média anual de 22,7 °C. O mês mais quente, fevereiro, têm temperatura média anual de 25,7 °C, sendo a média máxima de 31,5 °C e a mínima de 19,9 °C. E o mês mais frio, julho, possui uma média de 18,9 °C, sendo 26,2 °C e 11,7 °C a média máxima e mínima, respectivamente.
Sua precipitação média anual é de 1 206,4 mm, sendo agosto o mês mais seco, quando ocorrem apenas 37,5 mm. Em janeiro, o mês mais chuvoso, a média fica em 172,3 mm. Entre Julho e Agosto, há ocorrência de geada fraca ou moderada. No Inverno, o ingresso de fortes massas de ar polar acompanhadas de excessiva nebulosidade às vezes fazem com que as temperaturas permaneçam muito baixas, mesmo durante a tarde. Tardes com temperaturas máximas que variam entre 14 °C e 16 °C são comuns até mesmo durante o outono.
Nos últimos anos, entretanto, os dias quentes e secos durante o inverno têm sido cada vez mais frequentes não só em Salto Grande, mas também em grande parte do estado de São Paulo, não raro ultrapassando a marca dos 30 °C, especialmente entre os meses de julho e setembro. Em julho de 2008, por exemplo, a precipitação de chuva de grande parte do estado não passou dos 0 mm.
| Dados climatológicos para Salto Grande                                                   | Dados climatológicos para Salto Grande | Dados climatológicos para Salto Grande | Dados climatológicos para Salto Grande | Dados climatológicos para Salto Grande | Dados climatológicos para Salto Grande | Dados climatológicos para Salto Grande | Dados climatológicos para Salto Grande | Dados climatológicos para Salto Grande | Dados climatológicos para Salto Grande | Dados climatológicos para Salto Grande | Dados climatológicos para Salto Grande | Dados climatológicos para Salto Grande | Dados climatológicos para Salto Grande |
| Mês                                                                                      | Jan                                    | Fev                                    | Mar                                    | Abr                                    | Mai                                    | Jun                                    | Jul                                    | Ago                                    | Set                                    | Out                                    | Nov                                    | Dez                                    | Ano                                    |
| ---------------------------------------------------------------------------------------- | -------------------------------------- | -------------------------------------- | -------------------------------------- | -------------------------------------- | -------------------------------------- | -------------------------------------- | -------------------------------------- | -------------------------------------- | -------------------------------------- | -------------------------------------- | -------------------------------------- | -------------------------------------- | -------------------------------------- |
| Temperatura máxima média (°C)                                                            | 31,3                                   | 31,5                                   | 31,1                                   | 29,2                                   | 27,1                                   | 25,9                                   | 26,2                                   | 28,4                                   | 29,1                                   | 29,9                                   | 30,6                                   | 30,6                                   | 29,2                                   |
| Temperatura média (°C)                                                                   | 25,5                                   | 25,7                                   | 25,1                                   | 22,8                                   | 20,5                                   | 19,1                                   | 18,9                                   | 20,7                                   | 22,1                                   | 23,3                                   | 24,1                                   | 24,8                                   | 22,7                                   |
| Temperatura mínima média (°C)                                                            | 19,7                                   | 19,9                                   | 19,2                                   | 16,4                                   | 13,8                                   | 12,3                                   | 11,7                                   | 13,1                                   | 15,1                                   | 16,7                                   | 17,7                                   | 19,0                                   | 16,2                                   |
| Precipitação (mm)                                                                        | 172,3                                  | 146,5                                  | 120,2                                  | 69,9                                   | 72,8                                   | 64,6                                   | 44,8                                   | 37,5                                   | 77,6                                   | 118,0                                  | 155,0                                  | 167,0                                  | 1 206,4                                |
| Fonte: Centro de Pesquisas Meteorológicas e Climáticas Aplicadas à Agricultura (CEPAGRI) |                                        |                                        |                                        |                                        |                                        |                                        |                                        |                                        |                                        |                                        |                                        |                                        |                                        |

## Demografia
O Índice de Desenvolvimento Humano Municipal (IDH-M) de Salto Grande é considerado elevado pelo Programa das Nações Unidas para o Desenvolvimento (PNUD), sendo que seu valor é de 0.704 (o 1776º maior do Brasil e 560° maior do estado de São Paulo). Entre 2000 e 2010, a população da cidade cresceu a uma taxa média anual de 0,40%, enquanto no Brasil foi de 1,01%, no mesmo período. Nessa década, a taxa de urbanização do município passou de 87,48% para 90,30%.

### Pobreza e desigualdade
Segundo o IBGE, em 2010, o coeficiente de Gini, que mede a desigualdade social era de 0,42, sendo que 1,00 era o pior número e 0,00 era o melhor. Em 2003, a incidência da pobreza era de 23,46%, o limite inferior da incidência de pobreza era de 23,60%, o superior era de 23,46% e a incidência da pobreza subjetiva era de 29,7%.
De acordo com dados do IBGE, divulgados pelo Ministério do Desenvolvimento Social, Salto Grande possui 390 pessoas abaixo da linha da extrema pobreza (4,4% da população). Do total de extremamente pobres, 94(24,0%) viviam no meio rural e 297 (76,0%) no meio urbano, sendo 197 mulheres (50,4%) e 194 homens (49,6%) e 315 pessoas (80,7% dos extremamente pobres) não tinham acessoa à rede de esgoto ou a  fossa séptica. A proporção de pessoas pobres, ou seja, com renda domiciliar per capita a baixo de R$ 140,00, passou de 27,41% em 1991, para 19,17% em 2000, e para 11,69% em 2010.

### Religião

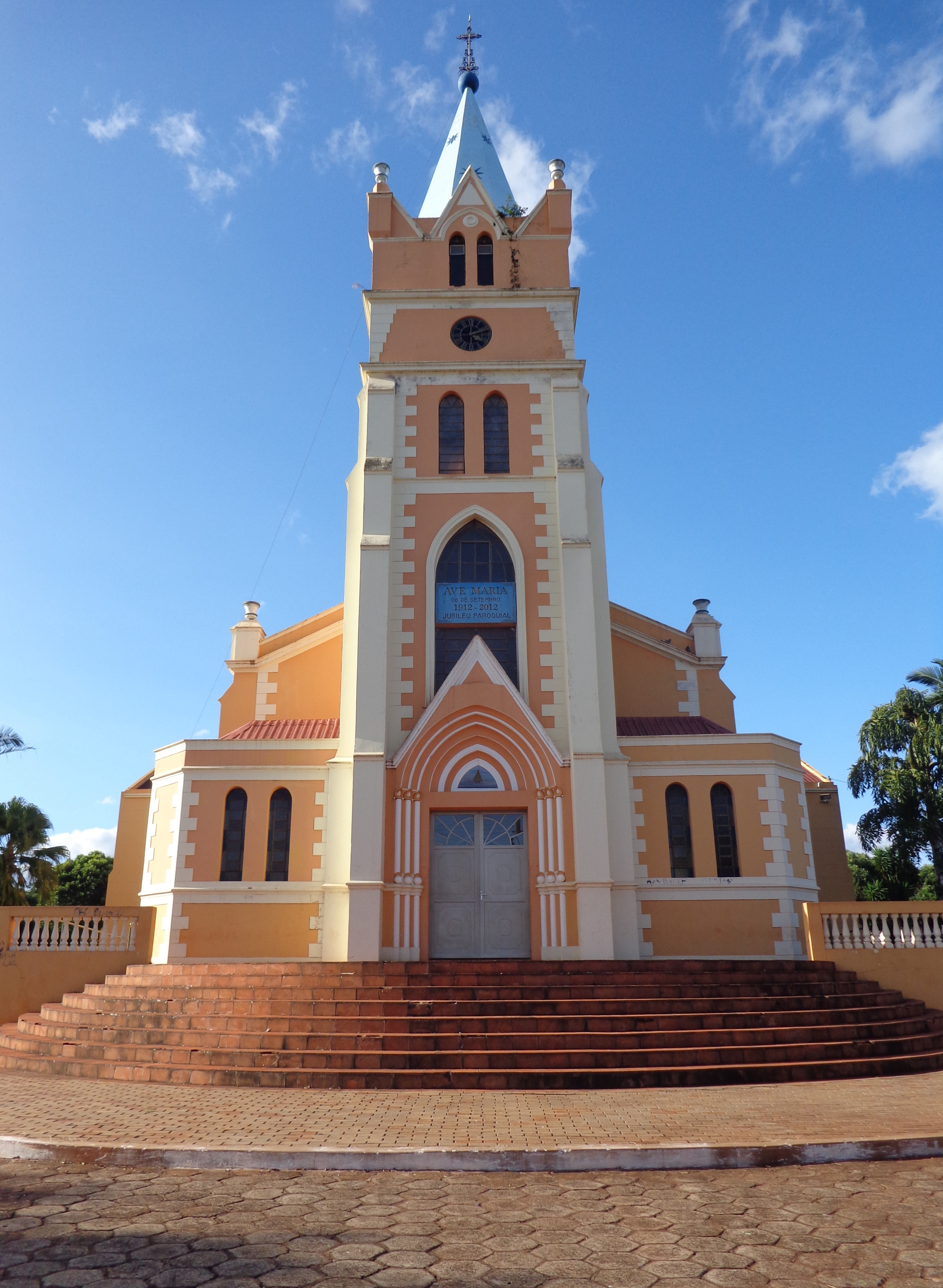
Igreja Matriz da cidade.

Tal como a variedade cultural em Salto Grande, são diversas as manifestações religiosas presentes na cidade. Embora tenha se desenvolvido sobre uma matriz social eminentemente católica é possível encontrar atualmente na cidade dezenas de denominações protestantes diferentes. Além disso o crescimento dos evangélicos também vem sido notado chegando a mais de 23.00% da população. Assim diversas vertentes do Cristianismo se fazem presentes na cidade.
De acordo com dados do censo de 2010, realizado pelo Instituto Brasileiro de Geografia e Estatística, a população de Salto Grande é composta por: 6.188 Católicos Apostólicos Romanos  (70.42%), 2.038 evangélicos (23.19%), 44 espíritas (0.50%), 139 Testemunhas de Jeová (1,59%), 17 Budistas (0,19%), 4 Católicos Apostólicos Brasileiros (0,05%), 12 estão divididas entre outras religiosidades cristãs (0,14%) e 344 são pessoas sem religião (3,92%).
Segundo divisão feita pela Igreja Católica, o município está situado na Diocese de Ourinhos, cuja sede é a Catedral do Senhor Bom Jesus. Foi criada no dia 30 de Dezembro de 1998 por Sua Santidade, o Papa João Paulo II, tendo seu território composto por regiões desmembradas das dioceses de Assis e Itapeva, além da Arquidiocese de Botucatu. Seu primeiro bispo, que desde então está à frente da Igreja Católica na região, é o italiano Dom Salvador Paruzzo. Envolve, além de Salto Grande, outros 23 municípios.
Conforme já citado, em 2010 23,19% da população salto-grandense se declarava evangélica. No município, existem várias igrejas evangélicas, divididas em dois tipos: as igrejas evangélicas de origem pentecostal (16,40%) e as evangélicas de missão (3,77%). Do total de seguidores das igrejas pentecostais, 306 pertenciam à Assembleia de Deus (3,48%), 125 à Congregação Cristã do Brasil (1,42%), 391 à o Brasil para cristo (4,44%), 203 à Igreja do Evangelho Quadrangular (2,31%), 29 à Igreja Universal do Reino de Deus (0,33%), 234 à Igreja Deus é Amor (2,66%), 17 à evangélicas renovadas não determinadas (0,20%) e 136 a outras evangélicas de origem pentecostal (1,56%). Entre o total de seguidores das evangélicas de missão, 224 pertenciam à Igreja presbiteriana (2,55%) e 107 à Igreja Adventista (1,22%). Dentre os habitantes sem religião, 5 eram ateus (0,06%), 10 agnósticos (0,12%) e 328 não eram ateus nem agnósticos (3,74%).

### Etnias
Em 2010, segundo dados do censo IBGE daquele ano, a população salto-grandense era composta por 6.054 brancos (68,90 % do total), 287 pretos (3,27 %), 2.384 pardos (27,13 %), 60 amarelos (0,68 %) e 2 indígenas (0,02 %). No ano de 2010 havia 21 emigrantes que vieram de outras partes do estado de São Paulo e do Brasil. Por outro lado 21 pessoas saíram de Salto Grande para ir para outros países, sendo que 6 deles foram para o Japão (28,57%), 1 (4,76%) foi para os Estados Unidos e 4 (19,05%) para o Reino Unido.
Considerando-se a nacionalidade, 8.775 habitantes eram brasileiros natos (99,87%) e 12 eram estrangeiros (0,13%). Em relação à região de nascimento, 7.751 eram nascidos na Região Sudeste (88,21%), 774 na Região Sul (8,81%), 38 na Região Centro-Oeste (0,43%), 197 na Região Nordeste (2,25%), 14 não souberam especificar de que Região do Brasil (0,16%) vieram e 12 vieram de um país estrangeiro (0,13%). 7.570 habitantes eram naturais do estado de São Paulo (86,15%) e, desse total,
4.900 eram nascidos em Salto Grande (55,76 %).
Dados do Censo - 2010
População total: 8.787 
- Urbana: 7.933 (90,3%)
- Rural: 854 (9,7%)
- Homens: 4.353 (49,55%)
- Mulheres: 4.434 (50,45%)

Densidade demográfica (hab./km²): 46,64
Mortalidade infantil  até 1 ano (por mil):15.5
Mortalidade infantil até 5 anos (por mil): 18
Expectativa de vida (anos): 74,5
Taxa de fecundidade (filhos por mulher): 2,41
Taxa de alfabetização: 84,63%
Índice de Desenvolvimento Humano (IDH-M): 0,704 (Alto)
- IDH-M Renda: 0,664 (Médio)
- IDH-M Longevidade: 0,825 (Muito Alto)
- IDH-M Educação: 0,637 (Médio)

(Fonte: IPEADATA)

## Política e administração

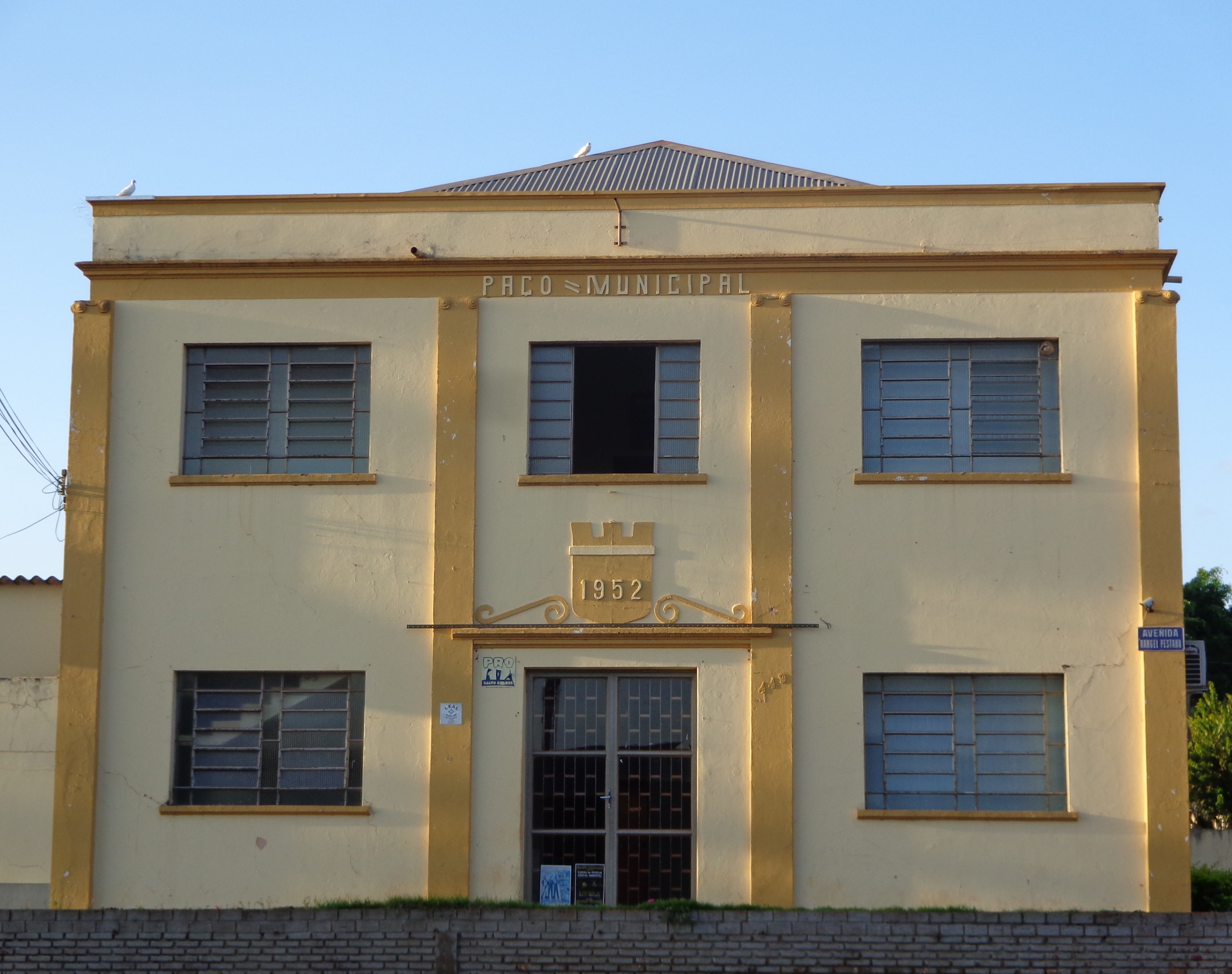
Paço municipal de Salto Grande

A administração municipal se dá pelo poder executivo (prefeito e secretários) e pelo poder legislativo. O primeiro prefeito constitucional do município foi José Ferraz da Rosa, que ficou no cargo de 31 de Março de 1912 a 15 de Janeiro de 1915.
O vice-prefeito é o substituto do prefeito em caso de ausência por licença ou outro impedimento deste, podendo e devendo exercer função dentro da administração municipal.
O poder legislativo é representado pela câmara municipal, sendo composta por 9 vereadores eleitos para mandatos de quatro anos. Cabe à casa elaborar e votar leis fundamentais à administração e ao executivo, especialmente o orçamento participativo (Lei de Diretrizes Orçamentárias).

### Administração (2021/2024)
- Prefeito: Mario Luciano rosa
- Vice-prefeito: Miguel Almeida
- Presidente da câmara: Claudinei Antonângelo (01/01/2021 - 31/12/2022)

## Economia
O Produto interno bruto (PIB) de Salto Grande é o 5º maior da Microrregião de Ourinhos e o 11° maior da Mesorregião de Assis, destacando-se na área da prestação de serviços. De acordo com dados do IBGE, relativos a 2012, o PIB do município era de R$ 159 657 mil. 10.370 mil são de impostos sobre produtos líquidos de subsídios a preços correntes. O PIB per capita era de R$ 18.062,83.
Setor primário
A agricultura é o setor menos relevante da economia de Salto Grande. De todo o PIB da cidade, 21.169 mil reais é o valor adicionado bruto da agropecuária. Segundo o IBGE, em 2013, o município possuía um rebanho de 4.939 bovinos, 380 equinos, 10.829 suínos, 26 caprinos, 175 ovinos e 63.028 galináceos e foram ordenhadas 924 vacas. Em 2013, 924 vacas foram ordenhadas, das quais foram produzidos 831 mil litros de leite. Também foram produzidos 1.131 dúzias de ovos de galinha e 252 quilos de mel-de-abelha. Na lavoura temporária são produzidos, principalmente, a cana-de-açúcar (100.000 toneladas), a mandioca (30.000 toneladas) e o trigo (1.760 toneladas).
Apesar de ser um município predominantemente urbano, situa-se no meio de uma série de municípios vizinhos em que a agricultura é uma grande atividade econômica, o que acaba em influenciar as principais atividades da cidade, que estão centradas no comércio e na prestação de serviços.
| Produção de milho, soja e feijão (2007) | Produção de milho, soja e feijão (2007) | Produção de milho, soja e feijão (2007) |
| --------------------------------------- | --------------------------------------- | --------------------------------------- |
| Produto                                 | Área colhida (hectares)                 | Produção (tonelada)                     |
| Milho                                   | 8 355                                   | 32 268                                  |
| Soja                                    | 3 200                                   | 9 360                                   |
| Feijão                                  | 2 500                                   | 2 400                                   |

Setor secundário

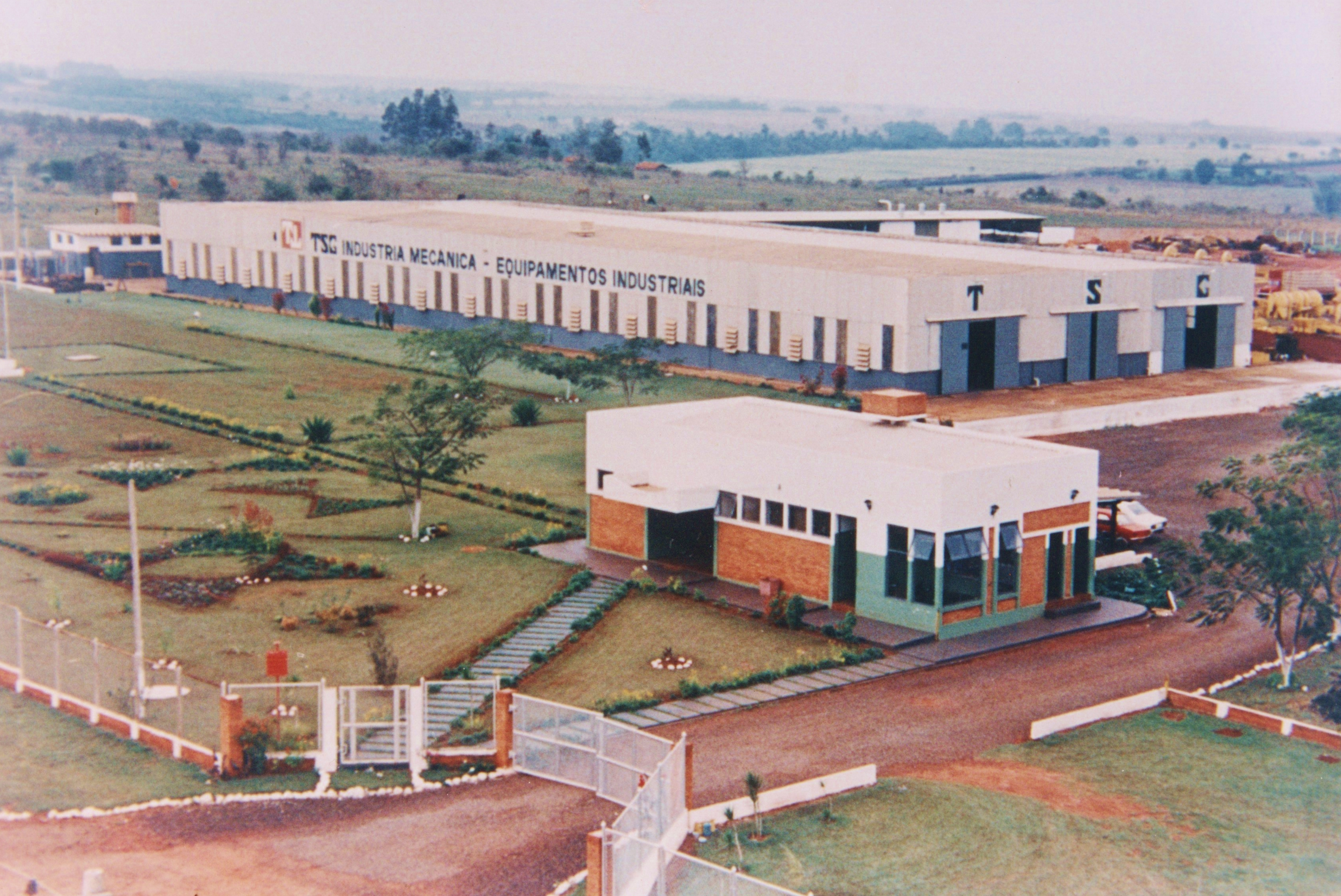
Indústria Mecânica em Salto Grande

A indústria, atualmente, é o segundo setor mais relevante para a economia salto-grandense. 40.493 reais do PIB municipal são do valor adicionado bruto da indústria (setor secundário). Grande parte da renda oriunda do setor secundário é original das muitas empresas espalhadas nas região urbana e rural. Em geral, são elas micro, pequenas e médias empresas, tendo destaque a empresa Barbantes São Francisco, sendo eles comercializados em grande parte da região Centro-Oeste Paulista.
Setor terciário
A prestação de serviços rende 87.624 mil reais ao PIB municipal, sendo que atualmente é a maior fonte geradora do PIB salto-grandense. De acordo com o IBGE, a cidade possuía, no ano de 2012, 360 unidades locais e 341 empresas e estabelecimentos comerciais atuantes e 2 709 trabalhadores, sendo 1 171 pessoal ocupado assalariado e 1 538 pessoal ocupado total. Salários, juntamente com outras remunerações, somavam 22.285 mil reais e o salário médio mensal de todo município era de 2,2 salários mínimos e assim como no resto do país o maior período de vendas no município é o Natal.

## Infraestrutura
No ano de 2010, Salto Grande possuía 2.880 domicílios, sendo 2.612 na zona urbana (90,69 %) e 268 na zona rural (9,31%). Em relação à condição de ocupação dos domicílios, 1.996 eram próprios (69,31% do total), sendo 1.784 já quitados (61,94 %) e 212 em processo de aquisição (7,36%); 420 alugados (14,58%); 457 cedidos (15.87%), sendo 180 por empregador (6,25%) e 277 de outra maneira (9,62%) e os 7 se encontravam em outras condições (0.24 %).
Salto Grande conta com água tratada, energia elétrica, esgoto, limpeza urbana, telefonia fixa e telefonia celular. Na cidade, 97,29% da população recebe água encanada, 99,74% recebe energia elétrica e 99,61% da população urbana recebe coleta de lixo em suas residências, segundo dados do censo de 2010.

### Saúde
Em 2009, Salto Grande possuía 3 estabelecimentos de saúde, sendo 2 privados e 1 público. Neles a cidade possuía 34 leitos para internação, sendo todos privados. Em 2010, existiam 38 médicos (3 anestesistas, 2 cirurgiões-gerais, 14 clínicos gerais, 5 obstetras, 4 pediatras, 1 psiquiatra, 1 radiologista, entre outros), 9 auxiliares de enfermagem, 12 técnicos de enfermagem, 9 enfermeiros, 6 cirurgiões-dentista, 3 fisioterapeutas, 2 psicólogos, 1 assistente social, 3 nutricionistas, 2 fonoaudiólogos e 2 farmacêuticos, totalizando assim 87 profissionais da saúde.
Em 2013, 93,7% das crianças menores de 1 ano de idade estavam com a carteira de vacinação em dia e 95,6% das crianças menores de dois anos foram pesadas pelo Programa Saúde da Família (PSF), sendo que somente 1,1% do total estavam desnutridas. Segundo dados do Ministério da Saúde, 28 casos de AIDS foram registrados em Salto Grande entre 1990 e 2012 e, entre 2001 e 2012, foram notificados 12 casos de doenças transmitidas por mosquitos, dentre os quais foi confirmado 1 caso de malária, nenhum caso confirmado de febre amarela, 2 casos confirmados de leishmaniose e 11 notificações de dengue.

### Educação
| Ensino pré-escolar | 218   | 27 | 1 |
| Ensino fundamental | 1 223 | 74 | 4 |
| Ensino médio       | 286   | 17 | 1 |

O município conta com escolas em todas as suas regiões. A população da zona rural tem fácil acesso a escolas em bairros urbanos próximos em razão da alta taxa de urbanização. A educação nas escolas municipais tem um nível inferior ao das escolas estaduais, mas a prefeitura está criando estudos para tornar a educação pública municipal ainda melhor, de modo a conseguir melhores resultados no IDEB. No ano de 2013, o Índice de Desenvolvimento da Educação Básica das escolas estaduais era de 5.2 enquanto nas escolas municipais era de 6.0, sendo que a meta é de que até 2021 as escolas estaduais e municipais alcancem 5.8 e 6.3, respectivamente. Segundo dados do IBGE, no ano de 2010 a taxa de alfabetismo era de 84,62%.
O município contava em 2012 1.727 matriculas, 118 docentes e 6 escolas nas redes públicas. Segundo dados do IPEA, o Fluxo escolar com pessoas de 5 a 6 anos na escola era de 98,21% (média considerada acima da do estado), de 11 a 13 anos com ensino fundamental completo era de 94,84%, de 15 a 17 anos era de 68,21%, e de 18 a 20 anos com ensino médio completo era de 42,35% (sendo consideravelmente inferior ao do estado de São Paulo, porém superior a média do Brasil).
A expectativa de anos de estudos de uma criança é de 10,65 anos, levemente superior ao do estado (10,33 anos). No município, 5,23% dos jovens de 18 a 24 anos estavam cursando o ensino superior. A população rural da cidade tem fácil acessos ás escolas do município, sendo a prefeitura responsável por ceder os ônibus aos estudantes. Em 2010, a taxa de alfabetização da cidade era de 84,63%.

### Serviços e comunicação
O serviço de abastecimento de água de toda o município é feito pela própria Prefeitura Municipal do município. Já o abastecimento de energia elétrica é feito pela Energisa, que atualmente distribui energia à  788 municípios brasileiros, beneficiando 6 milhões de clientes. Ainda há serviços de internet discada e banda larga (ADSL) sendo oferecidos por diversos provedores de acesso gratuitos e pagos, sendo também o serviço telefônico móvel, por telefone celular, oferecido por diversas operadoras. Existe ainda acesso 3G, oferecido ao município desde 2009.
O sistema de telefones automáticos foi inaugurado na cidade em 1982 pela Telecomunicações de São Paulo (TELESP), que também implantou o sistema de discagem direta à distância (DDD) em 1982 com o código de área (0143).
Na década de 90 o código DDD da cidade foi alterado para (014), para padronização do sistema telefônico com a telefonia celular que estava sendo implantada em todo o estado. Seu prefixo de telefonia fixa é 3378 e o seu Código de Endereçamento Postal (CEP) é 19920-000.
Há também transmissão de canais nas faixas Very High Frequency (VHF) e Ultra High Frequency (UHF) e o município conta com diversas rádios on-line, como a rádio Piseiro Sertanejo e a Sela de Ouro. Porém, como nem 100% da população tem acesso à internet, há um projeto de que haja uma rádio física na cidade, que seria e extinta rádio "Esperança do Vale", sendo ela em modulação em frequência (FM).

### Transportes
O sistema de transporte terrestre em Salto Grande é feito pela companhia Manoel Rodrigues, pela Viação Andorinha e pela Avoa (Auto Viação Ourinhos, Assis) e o transporte aéreo é feito pelo Aeroporto de Ourinhos. Em relação à frota municipal, no ano de 2014, foram contabilizados 3 276 veículos, sendo 1 941 automóveis, 622 motocicletas, 119 motonetas, 260 caminhonetes, 94 caminhonetas, 156 caminhões, 32 caminhões-trator, 31 ônibus, 15 micro-ônibus e 6 utilitários, segundo o IBGE. Próximo ao município passam a rodovia SP-327, que liga a cidade até Santa Cruz do Rio Pardo; a SP-270, também conhecida como Rodovia Raposo Tavares, que é a rodovia que da acesso a cidade e que a liga às cidades vizinhas; a estrada municipal que liga ao município de Cambará e a estrada Vicinal que liga ao município de Ribeirão do Sul. O município também é cortado pela Linha Tronco da antiga Estrada de Ferro Sorocabana, ligando a cidade à capital paulista e ao município de Presidente Epitácio, no norte do estado. Nessa ferrovia, mantém-se em atividade o transporte de cargas na região atualmente, enquanto que o transporte de passageiros se encontra desativado desde 1999. 

## Cultura e lazer
A Secretaria de Esporte, Lazer, Turismo e Cultura é o órgão responsável por estabelecer e atuar na área cultural de Salto Grande, com o objetivo de promover o estímulo e acesso as belezas naturais e culturais, respeitando a diversidade e com inclusão etária e social

### Pontos Turísticos
Salto Grande, em virtude de sua localização, belezas naturais e por conter um clima com estações do ano bem definidas, possui um grande potencial turístico. O clima quente, seco e estável faz com que a cidade, às margens do Rio Paranapanema, com suas belas águas, seja muito procurada para quem quer estar em contato com a natureza, seja pela prática de esportes náuticos, ou simplesmente por seus outros pontos turísticos, como a "Prainha". São eles a prainha, localizada ás margens do rio Paranapanema, a praia de Salto Grande, carinhosamente chamada de "prainha" pelos habitantes da cidade, é uma praia artificial que possui quase 4 km de extensão, sendo um dos principais pontos turístico da cidade. É muito visitada pelos habitantes da região, por ser uma das únicas praias existentes da mesma, e também por sua beleza
Também utilizada para prática de esportes náuticos como utilizar moto aquática, caiaque, lancha e pedalinhos, a área possui local para churrasqueiras e uma vasta área para passeio e caminhadas, incluindo um calçadão e uma ciclovia, para se andar de bicicleta. Salto Grande ganhou o apelido de "Cidade Praia" por causa dos muitos visitantes da região que visitam a praia, principalmente durante suas diversas festas populares, como o Carnapraia, réveillon e o Arraiá. 

#### Sítio arqueológico
Em dezembro de 1990, uma equipe da Universidade de São Paulo, chefiada pelo arqueólogo José Luiz de Morais, iniciou as escavações no "Cemitério Indígena" da Vila dos Pescadores. Encontrou várias peças e urnas funerárias indígenas e verdadeiro tesouros arqueológicos com mais de mil anos de existência, onde eram sepultados (nas urnas) corpos de indígenas que viviam na região.
Com a ocupação antiga e intensa dos indígenas, a bacia do Paranapanema tornou-se rica em sítios arqueológicos. Essas pesquisa, feitas no sítio arqueológico da cidade, visam reconstruir as características do povoamento ao longo de 8000 anos e assim estudar seu modo de vida e seus costumes locais.

### Festas e eventos
Para estimular o desenvolvimento socioeconômico local, a prefeitura de Salto Grande, juntamente ou não com empresas locais, investe no segmento de festas e eventos. Essas festas, muitas vezes atraem pessoas de outras cidades, exigindo uma melhor infraestrutura no município e estimulando a profissionalização do setor, o que é benéfico não só aos turistas, mas também a toda população da cidade. As atividades ocorrem durante o ano inteiro. Ainda hoje Salto Grande mantém viva a cultura e as festas e eventos tradicionais, cujas comemorações são assistidas por turistas vindos de vários lugares. São algumas delas:

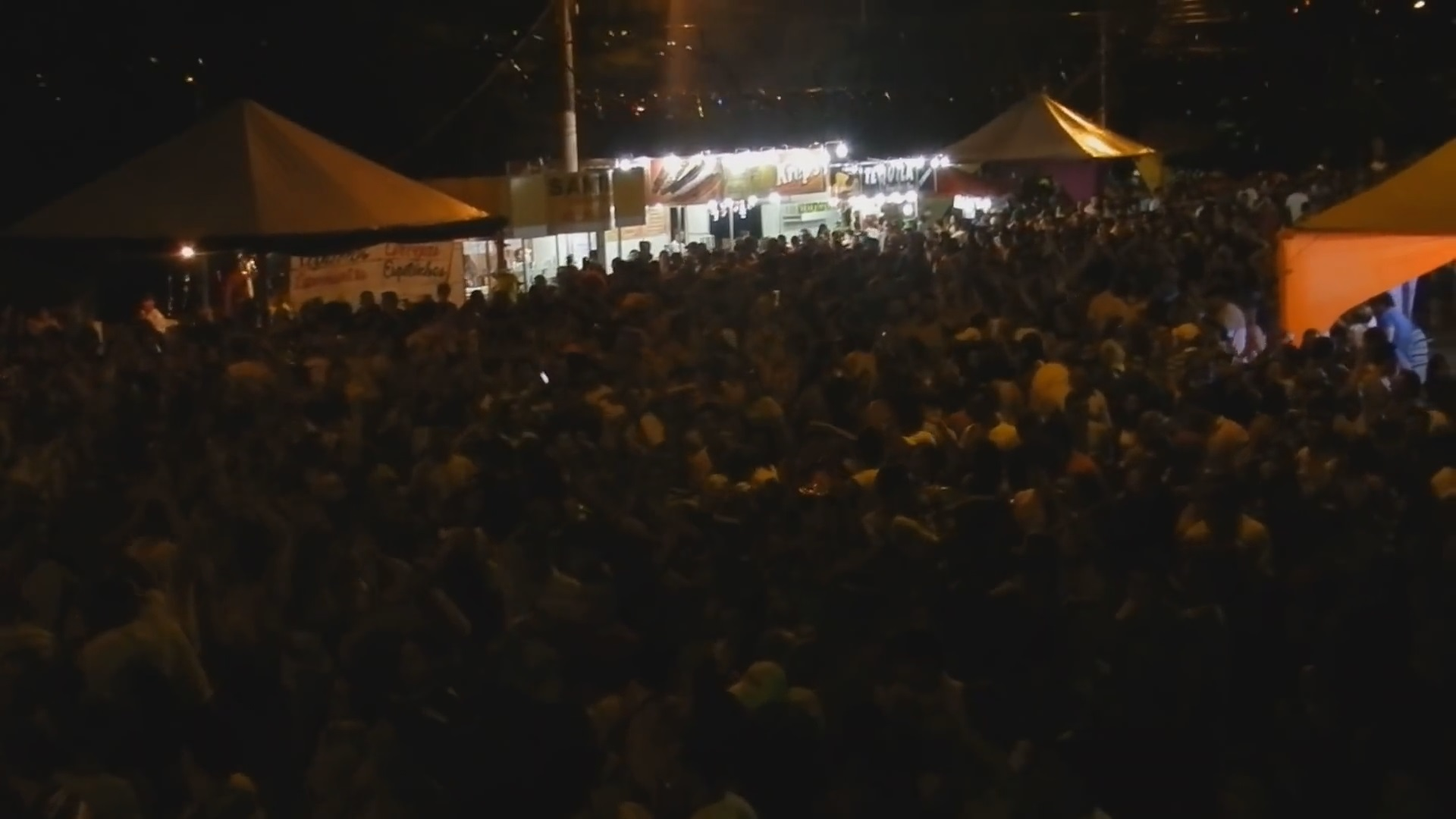
Festa do Carnapraia 1

#### Carnapraia
O Carnapraia é uma importante festa realizada na cidade, que ocorre na orla da praia para comemorar o carnaval e atrai diversos turistas. Geralmente acontece no mês de fevereiro (anualmente), assim como na maioria do país. É marcada pela diversidade de blocos carnavalescos presentes no evento, estes vindos de outras cidades ou não. Além disso, há diversos shows à noite, feitos por bandas da região, sem contar as inúmeras barracas e restaurantes presentes ao público.
Atrai todo ano milhares de pessoas, incluindo turistas de várias localidades (incluindo estados vizinhos), atraídos pelas belezas naturais e a alegria da população. Geralmente, tem início numa Sexta-feira e termina na Terça-feira. Na ocasião, também é realizado um concurso para escolha da melhor fantasia, do bloco mais animado, com maior número de componentes, mais bem caracterizado e com melhor enredo. A premiação é feita por meio da entrega de medalhas e de um troféu.

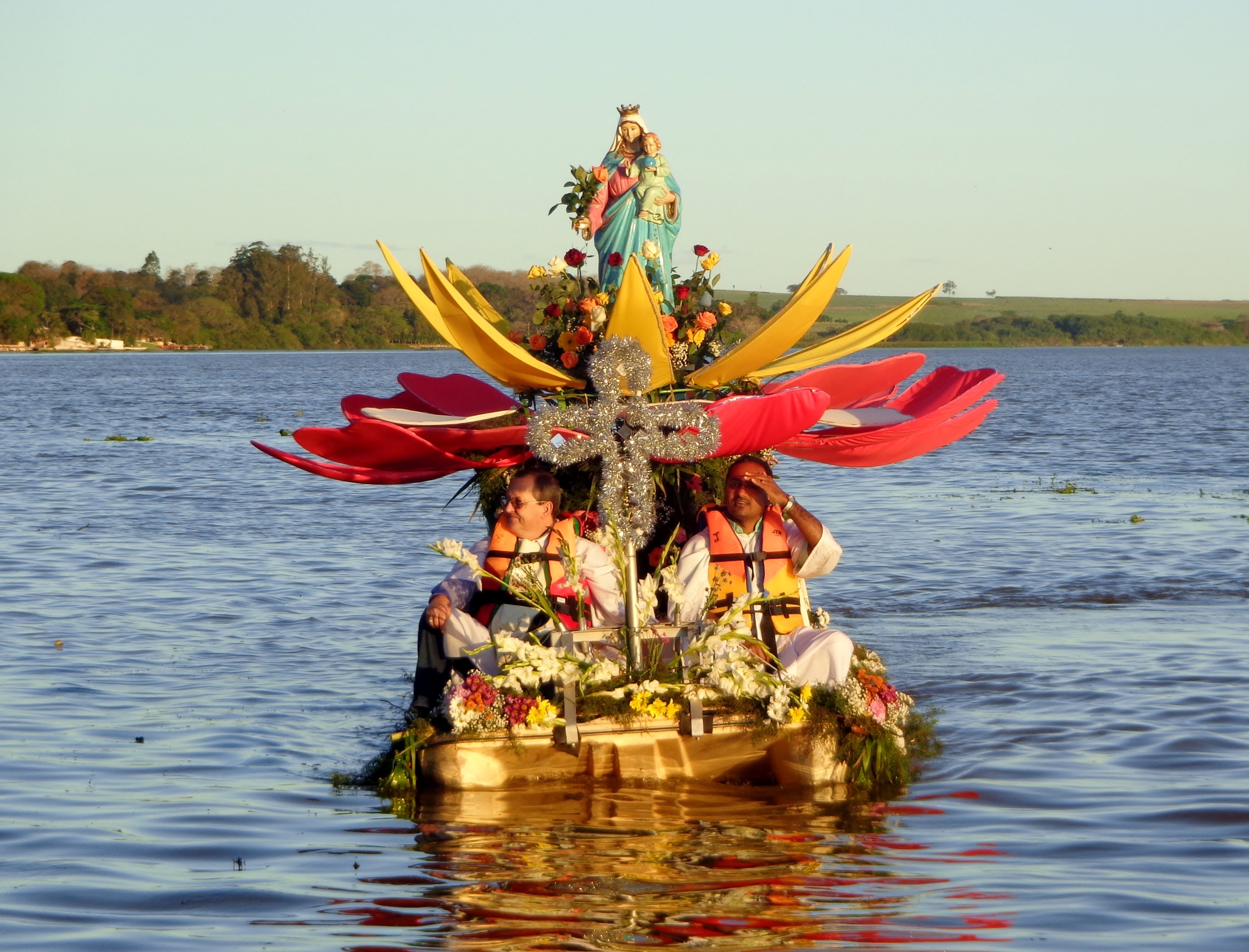
Procissão de Barcos realizada em Salto Grande.

#### Procissão de Barcos
Um tradicional evento da cidade realizado desde 1958, em homenagem a Nossa Senhora do patrocínio, Padroeira do município, cujo acontecimento é dia 15 de setembro. Uma embarcação, toda enfeitada, sai com a Santa e um cortejo de barcos segue atrás, partindo da ponte que dá acesso ao Estado do Paraná e termina no ancoradouro da cidade, em frente à Igreja Matriz, onde, ao final do cortejo, é celebrada uma missa.

#### Festa de Aniversário da Cidade e Reveillon
Festa comemorada geralmente do dia 27 a 31 de dezembro para comemorar o aniversário da cidade e, posteriormente, o fim de ano. A  festa conta com a apresentação de bandas e exposições de diversas indústrias. É montado para o evento um parque de diversões e diversas barracas em que são vendidas brinquedos, bebidas e comidas típicas da região. No dia 31, ocorre o encerramento da festa com uma queima de fogos de artifício, proporcionado por uma balsa que corre ao longo do rio Paranapanema, gerando um dos mais belos finais de anos da região, atraindo assim, vários visitantes

#### FEMUSE
O FEMUSE (Festival de Música Sertaneja) foi fundado por um grupo de cantores sertanejos e é realizado com o apoio da prefeitura municipal no primeiro domingo de agosto. No evento, é promovido um concurso, com a apresentação de vários artistas sertanejos da cidade e da região e, quem vencer, ganhará como premio apresentar-se nas festas populares e na Concha Acústica da cidade por seis meses, ganhando salário durante este período.

#### Jogos de verão
São eventos realizados, geralmente, no início do ano, em que se promovem, pelo departamento de esportes, competições esportivas em diversas modalidades, como futsal, vôlei de praia, futebol de areia, etc. É realizada, também, competições com cidades da região, e os prêmios são medalhas e troféus.

#### Festa de inverno
É realizada no mês de julho na sede da Igreja Matriz, tendo a duração de um dia. Promove desfile de quadrilhas e a tradicional quermesse, que oferece aos participantes uma grande variedade de cores e música em que são servidas, nas barracas, comidas típicas de festas juninas e regionais. Uma das marcas registradas do evento é a venda da tradicional caneca, que muda de cores e detalhes anualmente, registrando o evento.

#### Festa de peão
A festa do peão de boiadeiro de Salto Grande ocorre sempre no segundo semestre de cada ano, iniciando-se numa segunda-feira com a apresentação da comissão organizadora do evento, dos peões, das rainhas e das bandeiras da festa. Conta com praça de alimentação, parque de diversões, baile de música country, e montarias que chegam a durar uma semana.
Um dos pontos altos da festa é o desfile de cavaleiros da cidade e da região, carro de bois e carroças que se inicia na entrada da cidade e percorrem várias ruas, até chegar num grande salão, onde é feita uma festa e servida refeições a todos os participantes do desfile. Nesta época, ocorre também o leilão de gados que, além de leiloar gado, leiloa outros objetos, sendo realizado em uma das principais avenidas da cidade.

### Feriados
Em Salto Grande há 4 feriados municipais, oito feriados nacionais e dois pontos facultativos. Os feriados municipais são o dia de Nossa Senhora do Patrocínio, padroeira municipal, em 15 de Setembro; o dia do aniversário da cidade, sendo comemorado em 27 de Dezembro; o Dia da Consciência Negra, em 20 de novembro; e o Dia da Revolução Constitucionalista, comemorado dia 9 de Julho. De acordo com a lei federal nº 9.093, aprovada em 12 de setembro de 1995, os municípios podem ter no máximo quatro feriados municipais de cunho religioso, já incluída a Sexta-Feira Santa.